# Li Tie
Li Tie (Shenyang, 18 de septiembre de 1977) es un exfutbolista y entrenador profesional chino que ha jugado en diversos clubes de fútbol de Europa. Su posición dentro del campo de juego es mediocampista. Sus primeros partidos profesionales fueron con equipos chinos, de 1998 al año 2002. Desde el 2002 hasta la actualidad, Li Tie ha sido contratado en diversos equipos de Inglaterra. Es considerado uno de los mejores talentos de su país. 

## Logros

### Player
Liaoning Whowin
- China League One: 2009[1]
- Chinese FA Super Cup: 1999

Individual
- Equipo ideal de la Liga Jia-A: 1999, 2001

### Entrenador
Wuhan Zall
- China League One: 2018

Individual
- Entrenador del Año de la China League One: 2018[2]